# Vrhovine (Vitez, BiH)
Vrhovine su naseljeno mjesto u općini Vitez, Federacija Bosne i Hercegovine, BiH.
Nalazi se u podnožju Kubera, devet kilometara sjeveroistočno od Viteza.

## Stanovništvo

### 1991.
Nacionalni sastav stanovništva 1991. godine, bio je sljedeći:
ukupno: 444
- Muslimani - 443
- ostali, neopredijeljeni i nepoznato - 1

### 2013.
Nacionalni sastav stanovništva 2013. godine, bio je sljedeći:
ukupno: 485
- Bošnjaci - 483
- ostali, neopredijeljeni i nepoznato - 2